# M42 Truppenfahrrad

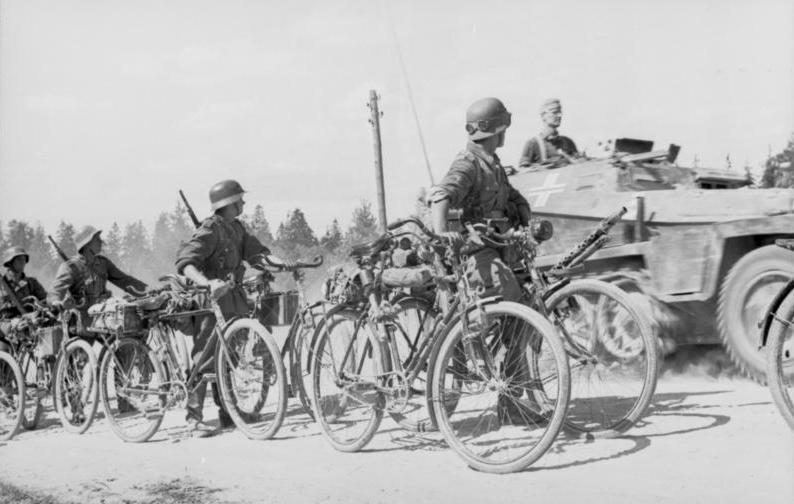
Soldados alemanes con sus bicicletas M42, Unión Soviética 1941.

La M42 Truppenfahrrad fue una bicicleta militar emitida al Heer y a las Waffen-SS durante la Segunda Guerra Mundial. El equipo especial para uso militar era: la barra de dirección, el sillín, la caja de herramientas (que podía equiparse con dos granadas) y el portero en la parte posterior. En la barra de dirección se montaron soportes para sostener una variedad de artículos, como una tienda de medio refugio, ropa y panzerfausts. La sección media podría ajustarse para sostener ametralladoras. El faro se hacía funcionar con dinamo y/o batería. 
Numerosas unidades de las fuerzas terrestres alemanas estaban equipados con bicicletas. Además de ayudar a las tropas en su movimiento, también se utilizaron para entregar correo y mantener conexiones entre un general y sus tropas, y para otros fines. 